# Eduard Margerie
Eduard Margerie (* 23. April 1879 in Elberfeld; † 11. Dezember 1965 in Wirsberg) war Arzt und Heimatforscher in Oberfranken.

## Leben
Eduard Margerie entstammte einer seit dem 17. Jahrhundert in Erlangen ansässigen Hugenottenfamilie. 1882 kam er mit seinen Eltern und Geschwistern nach Wirsberg, wo sein Vater eine Türkischrotgarnfärberei in der Goldenen Adlerhütte erworben hatte. Seine Schulbildung absolvierte er an Gymnasien in Bayreuth und Würzburg. Dem Wunsch des Vaters folgend studierte er anschließend Chemie in München. im Jahr nach dem Tod des Vaters entschied er sich jedoch für ein Medizinstudium und gründete 1912 im elterlichen Anwesen in der Goldenen Adlerhütte bei Wirsberg ein Nervensanatorium.
Als begeisterter Heimatforscher suchte Margerie Gleichgesinnte. Mit dem Ludwigschorgaster Pfarrer Johannes Schlund gründete er 1924 den Geschichtsverein Colloquium Historicum Wirsbergense. 1927 gründete er die Ortsgruppe Wirsberg des Frankenwaldvereins; nach dem Zweiten Weltkrieg betrieb er die Wiedergründung dieses Vereins und wurde 1949 zu dessen Hauptvorsitzenden gewählt. Mit großem Engagement arbeitete Margerie an einer Geschichte der Wirsberg, leitete in den Jahren 1935/36 die Ausgrabungen an der Leonhardskirche bei Wirsberg und kümmerte sich um den Erhalt der vom Abriss bedrohten Paille-Maille bei Himmelkron.

## Ehrungen
- Ehrenbürger seiner Heimatgemeinde Wirsberg (1955)
- Bundesverdienstkreuz am Bande (20. Mai 1961)
- Medaille Bene merenti in Silber (1964)

## Nachlass
Im Stadtarchiv Kulmbach befindet sich ein Karton mit dem schriftlichen Nachlass von Eduard Margerie, der vor allem Schriftverkehr und Notizen zur Familie von Wirsberg und deren Sitze enthält.

## Veröffentlichungen
- Eduard Margerie: Die Wirsberger Blätter. (Nr. 1–20), Goldene Adlerhütte (Wirsberg) 1953–1956.
- Geschichte der Familie Margerie, Neustadt/Aisch 1954
- Die Herren von Wirsberg, Urkundenauszüge von 1138–1719, Wirsberg 1957
- Die Herren von Wirsberg 1203–1719, Wirsberg 1966